# Spathiphyllum cannifolium
Espèce
Spathiphyllum cannifolium est une espèce de plantes de la famille des Aracées.